# Xestoblatta hamata
Xestoblatta hamata es una especie de cucaracha del género Xestoblatta, familia Ectobiidae.

## Distribución
Esta especie se encuentra en Panamá, Colombia y Ecuador.